# 潮海
潮海（？—1352年），元朝官员，札剌台氏。
潮海由国子生入官，担任靖安县达鲁花赤。至正十二年（1352年），蕲州黄州百姓反元起事，潮海与县尹黄绍一起召集义兵，为御敌计。未几，反元兵数万从武宁来攻，黄绍赴行省求援，潮海率众在象湖作战获胜。他和进士胡斗元、涂渊、舒庆远、甘棠等谋划，以勇士黄云为前锋。从二月至八月，屡战屡捷，擒敌将洪元帅。敌军越来越多，黄云战死，潮海被围，被擒杀于富州。其子民安圖。